# Aeroportul Red Lake
Aeroportul Red Lake (IATA: YRL, ICAO: CYRL) este un aeroport din Ontario, Canada ce deservește zona Red Lake⁠(d). A fost numit după zona deservită.
Situat la o altitudine de 386 m, aeroportul dispune de o singură pistă.